# Emre Bilgin (voetballer, 1992)
Emre Bilgin (Zaandam, 3 april 1992) is een voormalig Turks-Nederlands profvoetballer.
Emre Bilgin begon met voetballen bij KFC en ging daarna naar Hellas-Sport. Na een jaar bij Hellas-Sport gevoetbald te hebben, werd hij gescout en kwam hij in 2005 in de jeugdopleiding van AZ terecht. Daar speelde hij 6 seizoenen. In het seizoen 2011/12 vertrok hij op amateurbasis naar Telstar.
Op 26 augustus 2011 heeft hij onder Jan Poortvliet officieel zijn debuut gemaakt in het betaald voetbal tegen FC Dordrecht.
Na een seizoen met maar vier invalbeurten bij FC Den Bosch heeft Bilgin een 2-jarig contract getekend bij  het Turkse Fethiyespor. Na een jaar bij Fethiyespor gevoetbald te hebben is zijn contract opengebroken en een jaar extra verlengd. Dus is het een 3-jarig contract geworden.

## Statistieken
| Seizoen   | Club         | Land      | Competitie     | Wedstrijden | Goals |
| --------- | ------------ | --------- | -------------- | ----------- | ----- |
| 2011/2012 | Telstar      | Nederland | Jupiler League | 9           | 2     |
| 2012/2013 | FC Den Bosch | Nederland | Jupiler League | 4           | 0     |
| 2013/2014 | Fethiyespor  | Turkije   | TFF 1. Lig     | 3           | 0     |
| 2014/2015 | Fethiyespor  | Turkije   | TFF 2. Lig     | 2           | 0     |
| Totaal    |              |           |                | 18          | 2     |